# Can't Deny My Love
Can't Deny My Love è il primo singolo inciso dal cantautore statunitense Brandon Flowers ed estratto dal suo secondo album in studio, The Desired Effect.

## Storia
Brandon Flowers, nella composizione di questa canzone, ha chiesto al batterista Darren Beckett di collaborare per una canzone. Darren rispose subito al cantante inviandogli dei beat precedentemente registrati. Brandon scrisse il testo di questa canzone ascoltando uno dei pezzi suonati dal batterista.

## Video musicale
Per promuovere l'uscita del video, il cantante ha rilasciato delle brevi clip di anteprima nel suo canale YouTube, le quali lo raffigurano durante un'escursione in luoghi misteriosi con in mano una fiamma.
Il video musicale è stato ispirato da un racconto di Nathaniel Hawthorne del 1835, Il giovane Goodman Brown. Brandon interpreta il protagonista, il quale, nella scena iniziale, discute con la moglie, interpretata da Evan Rachel Wood, riguardo a una commissione non specificata. La ragazza supplica il marito di restare con lei, ma lui replica che tornerà la mattina presto. Durante il suo viaggio incontra un uomo con un bastone nero interpretato da Richard Butler (di The Psychedelic Furs). Si imbatte successivamente in un gruppo di cittadini intenti a svolgere una cerimonia. Si accorge che sul terreno giace la fascia con la quale la moglie solitamente avvolge i capelli, la raccoglie e riconosce, difatti, tra quelle persone, sua moglie. Nel momento in cui i personaggi si accorgono della presenza del cantante, avviene un cambio di scena improvviso e Brandon si risveglia nel deserto, domandandosi se gli eventi della notte precedente fossero reali o solo un sogno. Attraversa di nuovo la città e ritorna dalla moglie, notando che la fascia è ancora tra i suoi capelli.
In origine, M. Night Shyamalan si aspettava di dirigere il video negli Stati Uniti nordorientali, ma all'ultimo momento venne chiesto a Robert Schober (My Chemical Romance, The Killers) di girare il video a Calico, in California.